# Nautilus (marque)
Pour les articles homonymes, voir Nautilus.
Nautilus, nom inspiré du nautile (nautilus en anglais), est une marque de machines d'entraînement physique inventée dans les années 1960 (mais en projet depuis plus longtemps) par l'Américain Arthur Jones. Elles connurent un vif succès dès leur fabrication en série dans les années 1970. Elles apportaient de nombreuses nouveautés pour le développement de la force et de la masse musculaire.
La société Nautilus, Inc. a été créée en 1986.
Elle est cotée en bourse au NYSE (New-York Stock Exchange) sous l'indicatif : NLS.

## Caractéristiques physiques des machines Nautilus
L'innovation apportée par les machines Nautilus réside dans leurs poulies. Ces machines sont dotées de poulies en spirales (d'où la référence au nautile). Ces poulies permettent d'obtenir des effets physiques non réalisables avec des poids et haltères tel que l'exercice isocinétique :
- une résistance directe pour le muscle entraîné ;
- de la résistance sur toute la portion du mouvement ;
- une résistance automatiquement variable sur toute la portion du mouvement (faible au début du mouvement, et importante en fin de mouvement).